# Trachymene geraniifolia
Trachymene geraniifolia är en flockblommig växtart som beskrevs av Frederick Manson Bailey. Trachymene geraniifolia ingår i släktet Trachymene och familjen flockblommiga växter. Inga underarter finns listade i Catalogue of Life.